# Barse, Piriyapatna
Barse là một làng thuộc tehsil Piriyapatna, huyện Mysore, bang Karnataka, Ấn Độ.